# Sminthurinus trinotatus
Sminthurinus trinotatus is een springstaartensoort uit de familie van de Katiannidae. De wetenschappelijke naam van de soort is voor het eerst geldig gepubliceerd in 1905 door Axelson.